# Bressolles (Allier)
Bressolles è un comune francese di 1 076 abitanti situato nel dipartimento dell'Allier della regione dell'Alvernia-Rodano-Alpi.

## Società

### Evoluzione demografica
Abitanti censiti